# 飛騨高山まちの博物館

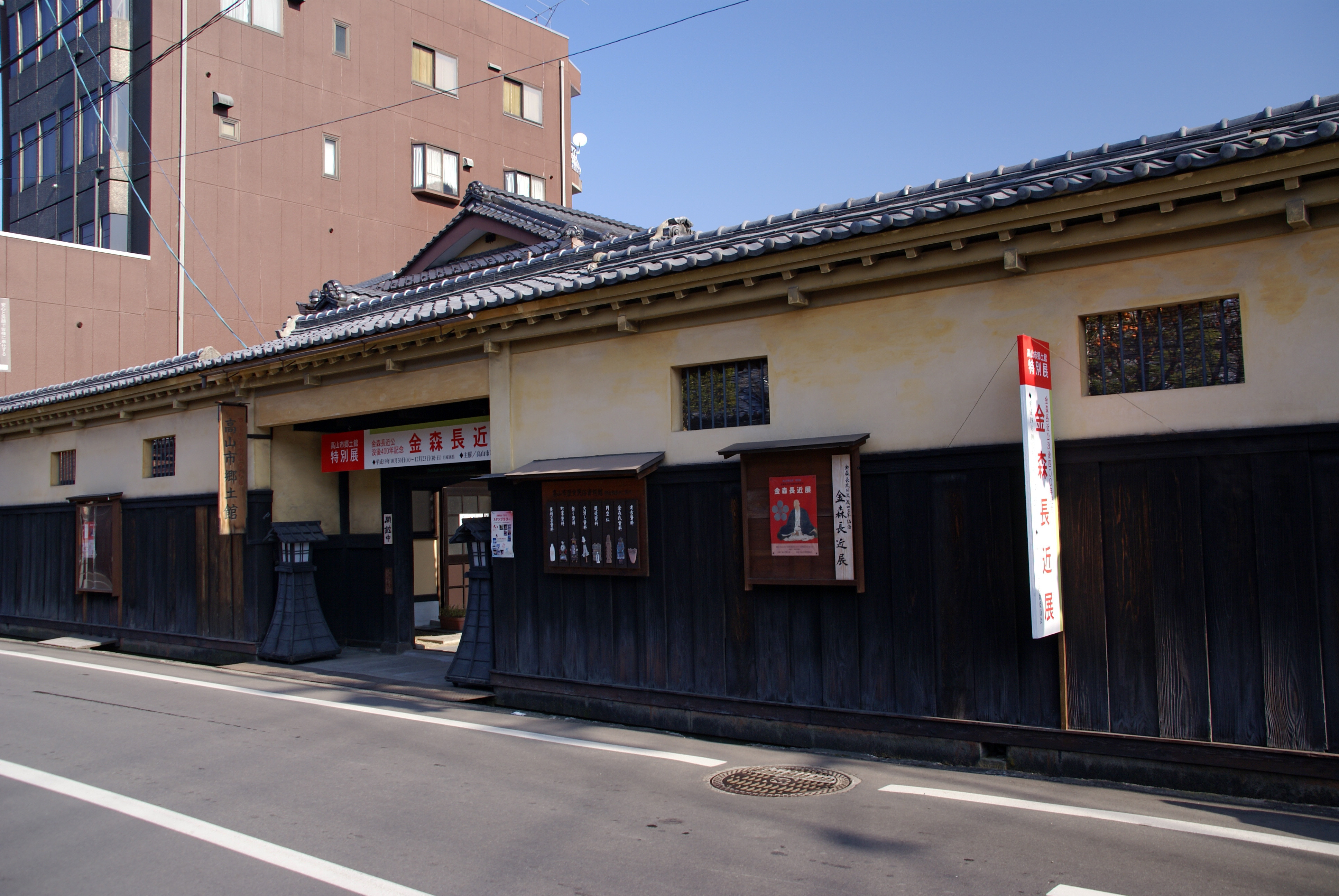
旧永田家長屋門

飛騨高山まちの博物館（ひだたかやままちのはくぶつかん）は、岐阜県高山市にある博物館である。
高山市を中心とした飛騨の歴史民俗資料約7万5000点を所蔵し、そのうち900点を常時展示する。展示品は高山城城主、金森氏に関する資料、円空仏や酒造りの資料、美術工芸品、高山祭のからくり人形、庶民の生活道具の他、高山市片野町の糠塚遺跡から出土した縄文時代前期の縄文土器（浅鉢形土器大小一対）がある。
建物は1875年（明治8年）に建てられた旧永田家の檜造りの土蔵（旧酒蔵・旧文庫蔵・旧米蔵など）をそのまま使用している。高山市郷土館の土地、建物は、永田家からの寄贈を受けたものである。
2009年（平成21年）10月13日から、旧矢嶋邸跡地整備事業に伴い休館中であったが、名前もリニューアルし2011年（平成23年）4月11日に再オープンした。
岐阜県より博物館に相当する施設（指定施設）として指定されている。

## 施設
- 管理棟
- 旧米蔵
高山祭、町家、美術工芸品を展示
- 旧酒蔵
火消し、酒造、金森氏の資料を展示
- 旧文庫蔵
考古学、円空仏の資料を展示
- 旧炭蔵
収蔵庫
- 旧たんす蔵
収蔵庫

## 交通アクセス
- 高山本線 高山駅より徒歩約15分

## 沿革
- 1953年（昭和28年）11月3日 - 高山市郷土館として開館。高山市図書館を併設。
- 1969年（昭和44年） - 高山市図書館を分離。
- 1978年（昭和53年） - 管理棟などを新築。
- 2009年（平成21年） - 整備事業に伴い一時休館。
- 2011年（平成23年） - 飛騨高山まちの博物館として再オープン

## 周辺
- 三町伝統的建造物群保存地区
  - 藤井美術民芸館、高山市政記念館
- 飛騨護国神社
- 高山別院 照蓮寺
- 中野照蓮寺
- 城山公園（高山城址）
- 高山陣屋
- 飛騨高山まちの体験交流館